# San Mamés de Aras
San Mamés de Aras es una localidad del municipio de Voto (Cantabria, España). En 2008 contaba con una población de 121 habitantes (INE). La localidad se encuentra a 40 m s. n. m., y a 1 km de la capital municipal, Bádames.
Formó parte del ayuntamiento de Aras antes de su integración definitiva en Voto.
Su fiesta Patronal es el 7 de agosto, y su Patrón es San Mamés. Famosa su fiesta en la comarca por sus Gigantes y Cabezudos y su Toro de Fuego.

## Personajes ilustres
- Diego de Sisniega, maestro cantero.
- Juan de Naveda, maestro cantero y arquitecto.
- Melchor de Bueras, maestro cantero y arquitecto.